# Bonne Louise Duhamel

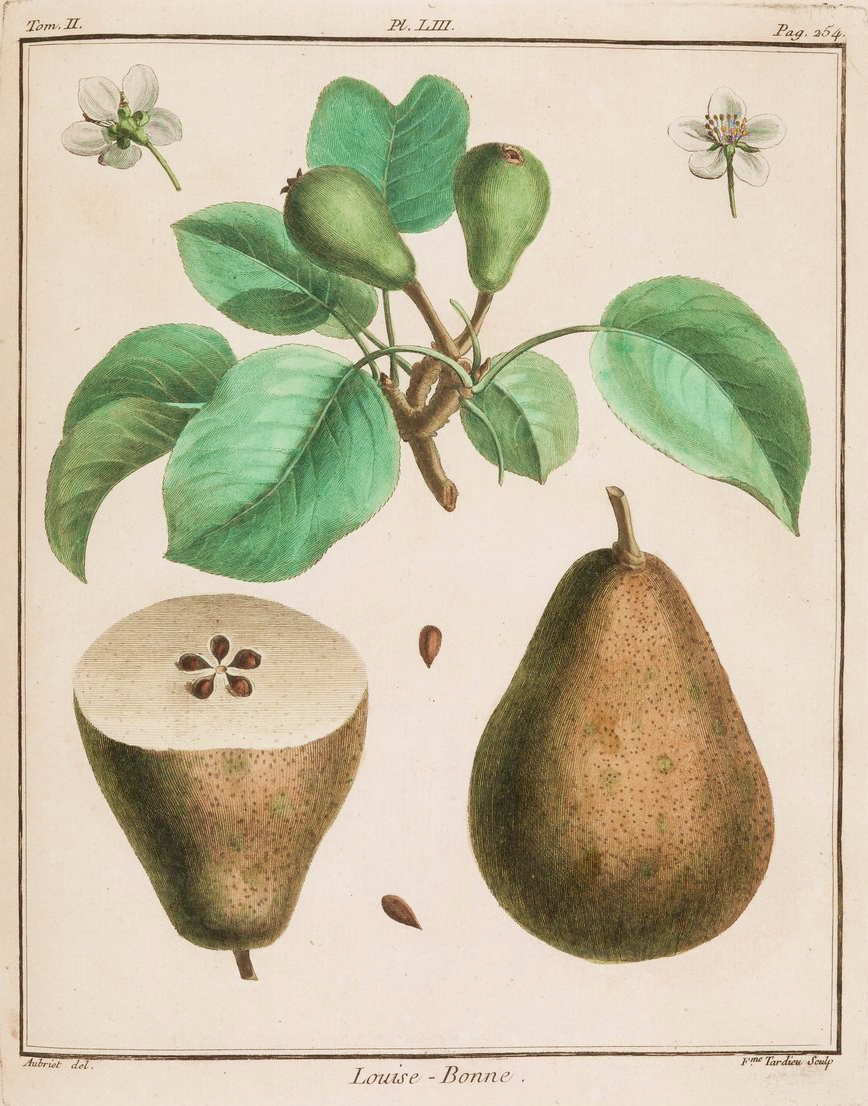

De Bonne Louise Duhamel (ook Amsterdamsche Suikerpeer, Blanke St. Germain, Jodenpeer) is een oud perenras dat wegens minder goede eigenschappen vrijwel niet meer wordt aangeplant (2022).

## Kenmerken
Het ras is afkomstig uit Frankrijk  en werd voor het eerst beschreven door o.a. Merlet (1667), Henri Louis Duhamel du Monceau en J.P. Mayer
(De Bonne Louise d'Avranches is een geheel ander ras.).
De boom groeit middelmatig tot sterk, de takken staan enigszins schuin tot steil, daardoor wordt de kroon smal en hoog.
De boom is vroeg vruchtbaar en de witte bloesem verschijnt april mei, de oogst valt in Nederland in december - januari, in zuidelijker landen al in oktober.
De grond moet bij voorkeur vruchtbaar zijn en voor een goede opbrengst het klimaat niet te koud.
De boom is niet zelfbestuivend, goede bestuivers zijn Clapp's Favourite, Conference, Charneux en Doyenné du Comice.

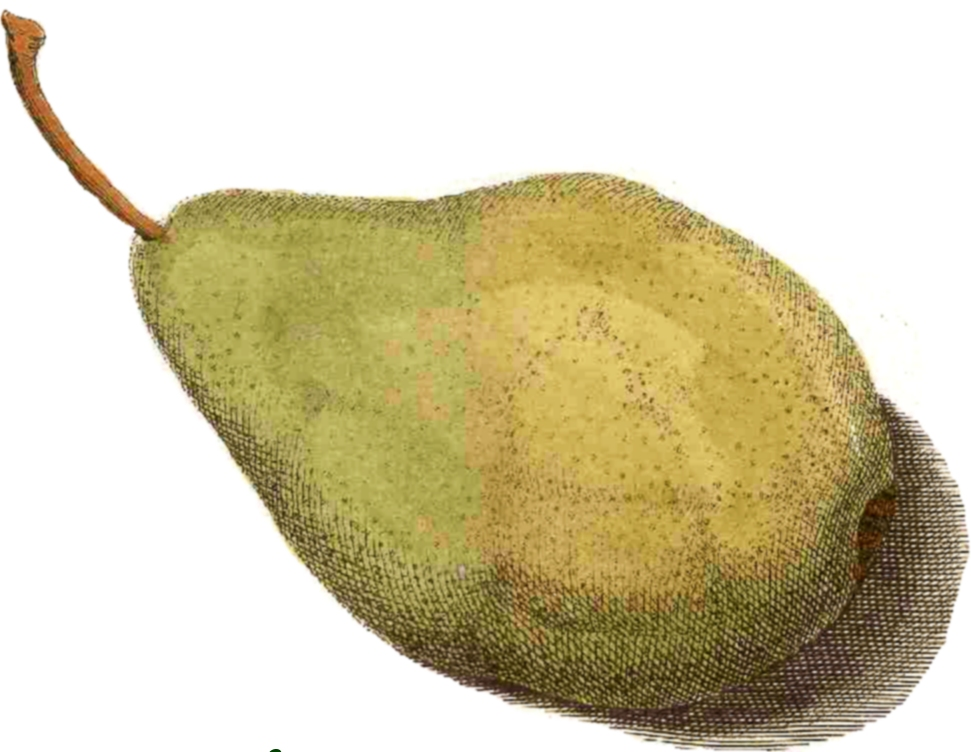
peer Bonne Louise Duhamel

De Louise Bonne is een vrij grote fraaie peer (7 cm lang, 5 cm doorsnede), onder gunstige omstandigheden is de vrucht sappig, friszoet met een goed aroma,
onder minder gunstige omstandigheden is de smaak waterig en flauw. 
De peer is lichtgroen tot geel met veel kleine bruine stippen en heeft een stevige vrij lange steel, de schil is glad en vrij dik.
De peer kan gegeten worden als handpeer, gedroogd of tot compote (Frankrijk) worden verwerkt.
Het ras is zeer gevoelig voor schurft.
Lijst van perenrassen